# إنريكي مونتانا
إنريكي مونتانا (بالإنجليزية: Enrique Montana)‏ هو لاعب كرة قدم أمريكي في مركزي الوسط والدفاع، ولد في 27 فبراير 2001 في توكويلا في الولايات المتحدة. لعب مع تاكوما ديفنس وسياتل ساوندرز.